# Muzeum RKK Eněrgija
Muzeum RKK Eněrgija je muzeum věnované začátečním pokusům sovětského vesmírného programu. Nalézá se na pozemku továrny výrobce ruských kosmických raket RKK Eněrgija ve městě Koroljovu nedaleko Moskvy.
Mezi vystavenými exponáty nechybí záchranná kapsle modulu Vostok 1, ve které Jurij Gagarin jako první člověk vzlétl do vesmíru. Dále kapsle Vostoku 6, což byla mise s Valentinou Těreškovovou, první ženou ve vesmíru. Voschod 2 připomíná první výstup člověka do otevřeného prostoru na oběžné dráze Alexejem Leonovem. Je zde také maketa řídícího modulu lodi Apollo z programu Sojuz-Apollo.
Součástí muzea je malý obchod se suvenýry.
Muzeum je určené pouze pro předem domluvené exkurze skupiny lidí.